# Železniška postaja Kranjska Gora
Železniška postaja Kranjska Gora je trenutno nedelujoča železniška postaja v Kranjski Gori na železniški progi Jesenice-Trbiž (1870-1966).
Postajno poslopje stoji še danes na severnem delu naselja v bližini osnovne šole. Viden je še napis kraja v latinici in cirilici. Potniški promet na progi je bil ukinjen 1. aprila 1966.
V okviru obsežne posodobitve slovenskega železniškega omrežja naj bi tudi kranjskogorsko progo obnovili in zopet usposobili za potniški promet.